# Las Golondrinas, Ocosingo
Las Golondrinas är en ort i Mexiko.   Den ligger i kommunen Ocosingo och delstaten Chiapas, i den sydöstra delen av landet, 800 km öster om huvudstaden Mexico City. Las Golondrinas ligger 871 meter över havet och antalet invånare är 185.
Terrängen runt Las Golondrinas är varierad. Runt Las Golondrinas är det glesbefolkat, med 16 invånare per kvadratkilometer. Närmaste större samhälle är Ocosingo, 2,7 km nordväst om Las Golondrinas. Omgivningarna runt Las Golondrinas är en mosaik av jordbruksmark och naturlig växtlighet.